# تغيير حتمي
التغيير الحتمي (بالإنجليزية: Deterministic change)‏ هو نظرية من نظريات التغيير الاجتماعي التي تركز في دراستها للتغيير الاجتماعي على عامل واحد، ولذلك فإن هذه النظريات توصف بأنها نظريات اختزالية، أي أنها تختزل كل العوامل في عامل واحد، ويكمن هذا المعنى في مفهوم الحتمية (Determinism) فهذا المفهوم يشتق من الكلمة اللاتينية (Determinant) ومعناها يحدد، ولذلك فإن الحتمية تفترض أن الأمور محددة سلفاً، وأن المهمة الملقاة على عاتق الباحث هي اكتشاف جملة الشروط المسبقة التي تعين حدوث ظاهرة من الظواهر، وعندما استخدمت الكلمة في الفكرة الاجتماعي، فإنها أصبحت تعني البحث عن السبب الوحيد، الأصل الكامن خلف حدوث كل الظواهر، أو الذي ترتبط به كل المتغيرات كمتغيرات تابعة بالضرورة.

## الحتمية الجغرافية
هناك اعتقاد قديم بأن ثمة علاقة بين طبيعة الطقس الذي يعيش فيه الإنسان وبين طابعه الاجتماعي ولقد تأثر المنظرون الاجتماعيون الأوائل بهذا الاعتقاد، وحاولوا من خلاله أن يميزوا أوجه التشابه والاختلاف بين البشر، وكانت النتيجة نظرية شاملة في الحتمية الجغرافية. من أشهر علماء هذه النظرية هنتنجتون حيث استخدمها لا في تفسير تغير الاختلاف بين البشر فحسب بل في تفسير تغير المجتمعات، فقد ذهب إلى القول بأنه إذا كانت الظروف الجغرافية هي التي تحدد صفات الناس وسلوكهم، فإن هذه الصفات وذلك السلوك لن يتغير إلا إذا تغيرت الظروف الجغرافية.

## الحتمية البيولوجية
تأسست على فرضية مؤداها أن الناس في العالم ينقسمون إلى أجناس، وجماعات متميزة بيولوجياً، وأن الأجناس تختلف في قدرتها على تطوير الحياة الاجتماعية وتنميتها، وأن نوعية الحياة لدى شعب من الشعوب هي مؤشر على قدراتها البيولوجية-العرقية، وفي ضوء ذلك تتبلور الفروق بين الشعوب، كما تفسر التغيرات الاجتماعية التي تظهر لدى هذه الشعوب، سواء التغيرات السلبية أو الإيجابية التي تفسر بظهور أشكال من التفوق الكامن في شعب من الشعوب.
وتقوم الحتمية البيولوجية على فرضية سادت في مجتمعات قديمة، وهي تلك الخاصة بتفوق طبقات داخل المجتمع على طبقات أخرى، وارتباط هذا التفوق بالخصائص البيولوجية، وظهرت هذه الفكرة في الحضارة اليونانية التي ظهر فيها الاعتقاد بأن هناك أناساً ولدوا ليحكموا وآخرين كرعية. ولقد لعب دي جوبيون دوراً في ترويج هذه الفكرة من خلال بحثه عن تفاوت السلالات البشرية الذي ربط فيه بين تفوق شعب على آخر أو انحطاطه.
ومن المتغيرات البيولوجية التي يتم التركيز عليها:
- أثر التفاوت الوراثي على التغير الاجتماعي.
- أثر التفاوت بين الأفراد في الذكاء والإمكانات الجسمية والنفسية المختلفة (دور الزعامة الكاريزمية).